# Juan Carlos Marino
Juan Carlos Marino (n. Adolfo Alsina, Buenos Aires, 23 de octubre de 1963) es un senador nacional argentino de la Unión Cívica Radical por la provincia de La Pampa. 

## Carrera
Vivió en Miguel Riglos (Provincia de La Pampa, Argentina). Inicia su actividad política en 1983, desempeñando desde entonces entre otros cargos partidarios los de: Integrante de la Mesa y Presidente del Comité de Miguel Riglos; Delegado a la Honorable Convención Provincial; Vicepresidente del Comité de la Provincia y Delegado por La Pampa al Comité Nacional.
Es electo concejal en 1991, a los 28 años, al ganar la lista que encabezaba las elecciones para el Concejo Deliberante de su localidad. En 1995, es electo Intendente Municipal y reelecto en 1999, cargo que ocupa hasta el 10 de diciembre de 2003, cuando asume como senador.
En el ámbito del Congreso Nacional, en 2005 es designado Secretario del Bloque de la Unión Cívica Radical y en 2007 jura como Vicepresidente 1.º del Senado de la Nación Argentina. En 2007 es candidato a gobernador por el FrePam (Frente Pampeano Cívico y Social), espacio integrado por la UCR, el Partido Socialista, el FreGen, el MID, sectores del ARI, renovando su mandato hasta el 2015.[cita requerida]
El 24 de febrero de 2010 jura como Vicepresidente del Senado de la Nación Argentina. En 2011, es nuevamente candidato a Gobernador de la provincia de La Pampa compartiendo la fórmula del Frepam junto a Adrián Peppino (Partido Socialista), obteniendo el segundo lugar en las elecciones desarrolladas el 23 de octubre de ese año.[cita requerida]
El 9 de agosto de 2015 se impone al candidato del PRO Carlos Mac Allister en Primarias Abiertas, Simultáneas y Obligatorias (PASO) y se erige como candidato a Senador Nacional por el FrePam. [cita requerida]
El 25 de octubre de ese mismo año es elegido nuevamente para representar a la Provincia de La Pampa en el Honorable Senado de la Nación, cargo que ocupa hasta 2021.[cita requerida]